# Eroessa chiliensis
Eroessa chiliensis is een vlindersoort uit de familie van de Pieridae (witjes), onderfamilie Pierinae.
Eroessa chiliensis werd in 1830 beschreven door Guérin-Méneville.